# Gmina Cukalat
Gmina Cukalat (alb. Komuna Cukalat) – gmina położona w środkowej części Albanii. Administracyjnie należy do okręgu Berat w obwodzie Berat. W 2011 roku populacja gminy wynosiła 3045, 1480 kobiet oraz 1565 mężczyzn, z czego Albańczycy stanowili 74,01% mieszkańców.
W skład gminy wchodzi sześć miejscowości: Allambrezi, Cukalati, Çeta, Donofrosa, Krotina, Slanica.